# Лебединский, Владимир Андреевич
Влади́мир Андре́евич Лебеди́нский (1926—1991) — советский микробиолог, академик АМН СССР (1988), генерал-лейтенант, профессор, начальник 15-го Управления МО СССР (биологическое оружие).

## Биография
Владимир Андреевич Лебединский родился в 1926 году. Отец — Андрей Владимирович Лебединский (1902—1965) — физиолог и биофизик, академик АМН СССР, генерал-майор медицинской службы; мать — Татьяна Александровна Лебединская (1904 -?) — педиатр; дед Владимир Константинович Лебединский (1868—1937) — российский и советский физик и радиотехник.
- 1971 — Доктор медицинских наук;
- 1972 — профессор.
- 1984 — член-корреспондент АМН СССР.
- 1988 — академик АМН СССР.

Скончался в 1991 году. Похоронен в Москве на Новодевичьем кладбище рядом с отцом и супругой (место 6-14-4).

## Публикации
- «Клиника и эпидемиология некоторых малоизвестных инфекций», М., 1957 (совм. с др.);
- «Ингаляционный (аэрогенный) метод вакцинации», М., 1971;
- «Массовые способы иммунизации», М., 1977 (совм. с Воробьевым А. А.);
- «Эпидемический процесс», М., 1980 (совм. с др.).

## Награды
Владимир Андреевич был награждён:
- орденами
  - Ленина,
  - Октябрьской Революции,
  - Трудового Красного Знамени
  - Трудового Красного Знамени
- и медалями[какими?].